# بانهارد ام 3
تم تصميم مدرعة Panhard M3 VTT ، كناقلة أفراد مدرعة كمشروع خاص مع أول نموذج أولي تم الانتهاء منه في عام 1969. وكان النموذج الأولي يحتوي على باب واحد في كل جانب من أبواب البدن في خلفية الهيكل. كان على مقدمة الناقلة سلاح واحد يدار يدويا مع سلاح مدفع رشاش من عيار - 7.5 ملم 7.5 ملم.
كانت مركبة الإنتاج الأولى، تحتوي على هيكل تم إعادة تصميمه يشتمل على ثلاث فتحات على جانبي حجرة الجنود، وقد اكتمل في عام 1971. وتشارك ناقلة الأفراد المدرعة من طراز Panhard M3 بنسبة 95٪ من قطع عملها مع سيارة Panhard AML المدرعة، مما يشجع العديد من الدول على اقتناء كل من M3 و AML من أجل تقليل تكاليف التشغيل.